# Lust in the Dust
Pour plus de détails, voir Fiche technique et Distribution.
Lust in the Dust est un film américain réalisé par Paul Bartel en 1985, avec Tab Hunter, Divine et Lainie Kazan.

## Synopsis
Chili Verde, Nouveau Mexique. Un groupe de personnages sans scrupules cherche un trésor enfoui.

## Fiche technique
- Titre : Lust in the Dust
- Réalisation : Paul Bartel
- Scénario : Philip John Taylor
- Production : Allan Glaser , Tab Hunter , Fox Run Productions
- Montage : Alan Toomayan
- Photographie : Paul Lohmann
- Musique : Peter Matz
- Pays de production :  États-Unis
- Langue : Anglais
- Format : Couleur - 2,35:1 - Mono - 35 mm
- Genre : Comédie, Western spaghetti
- Durée : 84 min
- Dates de sortie : 
  - États-Unis : 1er mars 1985
  - France : 24 juillet 1991

## Casting
- Tab Hunter : Abel Wood
- Divine : Rosie Velez
- Lainie Kazan : Marguerita Ventura
- Geoffrey Lewis : Hard Case Williams
- Henry Silva : Bernardo
- Cesar Romero : Père Garcia
- Gina Gallego : Ninfa
- Nedra Volz : Big Ed
- Courtney Gains : Red Dick Barker
- Woody Strode : Blackman
- Pedro Gonzalez Gonzalez : Mexican
- Daniel Frishman : Clarence
- Ernie Shinagawa : Chang
- Noah Wyle (non crédité)

## Musique
Les chansons sont écrites et composées par Karen Hart.
- Tarnished Tumbleweed – Mike Stull
- These Lips Were Made for Kissin' – Divine
- South of My Border – Lainie Kazan

## Autour du film
- Le titre Lust in the Dust était le titre de production du film Duel au soleil (1946).
- Le tournage s'est déroulé à Santa Fe (Nouveau-Mexique) et dans ses alentours.
- Le tournage fut éprouvant pour l'acteur Divine à cause de l'altitude et de la chaleur, ainsi que de son surpoids. Il s'endormait fréquemment entre les prises de vues et devait utiliser des bouteilles d'oxygène.
- Le personnage de Tab Hunter (Abel Wood) est une parodie de Clint Eastwood (l'homme sans nom) dans la trilogie du dollar de Sergio Leone.
- John Waters a refusé de diriger le film car il n'avait pas écrit le scénario.
- Edith Massey a auditionné pour le rôle de Big Ed mais n'a pas été retenue. Paul Bartel a pensé que "ça ressemblerait trop à un film de John Waters sans John Waters dans le fauteuil du réalisateur". Edith décèdera peu de temps après.
- Chita Rivera devait initialement interpréter le rôle de Marguerita Ventura mais fut remplacée par Lainie Kazan.
- Noah Wyle apparait pour la première fois à l'écran dans un rôle non crédité.
- En 1986, Divine est nommée aux Razzie Awards dans la catégorie "pire acteur" pour son rôle de Rosie Velez. Sylvester Stallone remporte le prix pour son rôle dans Rambo 2.